# Megastar (ferry)
Le Megastar est un ferry rapide appartenant à la compagnie estonienne Tallink. Construit par les chantiers Meyer Turku de 2016 à 2017, il est le premier navire utilisant la propulsion hybride au gaz naturel liquéfié (GNL) commandé par l'armateur. Mis en service en janvier 2017, il navigue sur les lignes reliant l'Estonie à la Finlande.

## Histoire

### Origines et construction
Au cours des années 2010, Tallink envisage le renouvellement de sa flotte de navires rapides en service entre Tallinn et Helsinki. Bien que performants, les ferries rapides Star et Superstar deviennent progressivement inadaptés à l'évolution du trafic, en raison notamment de leur capacité restreinte et de leur configuration plutôt axée sur les traversées de nuit, alors qu'ils sont exclusivement affectés sur des rotation de jour. Le 27 février 2015, la commande d'un nouveau navire est officiellement passée aux chantiers finlandais Meyer Turku. Fin 2015, il est annoncé que la future unité remplacera le Superstar au sein de la flotte.

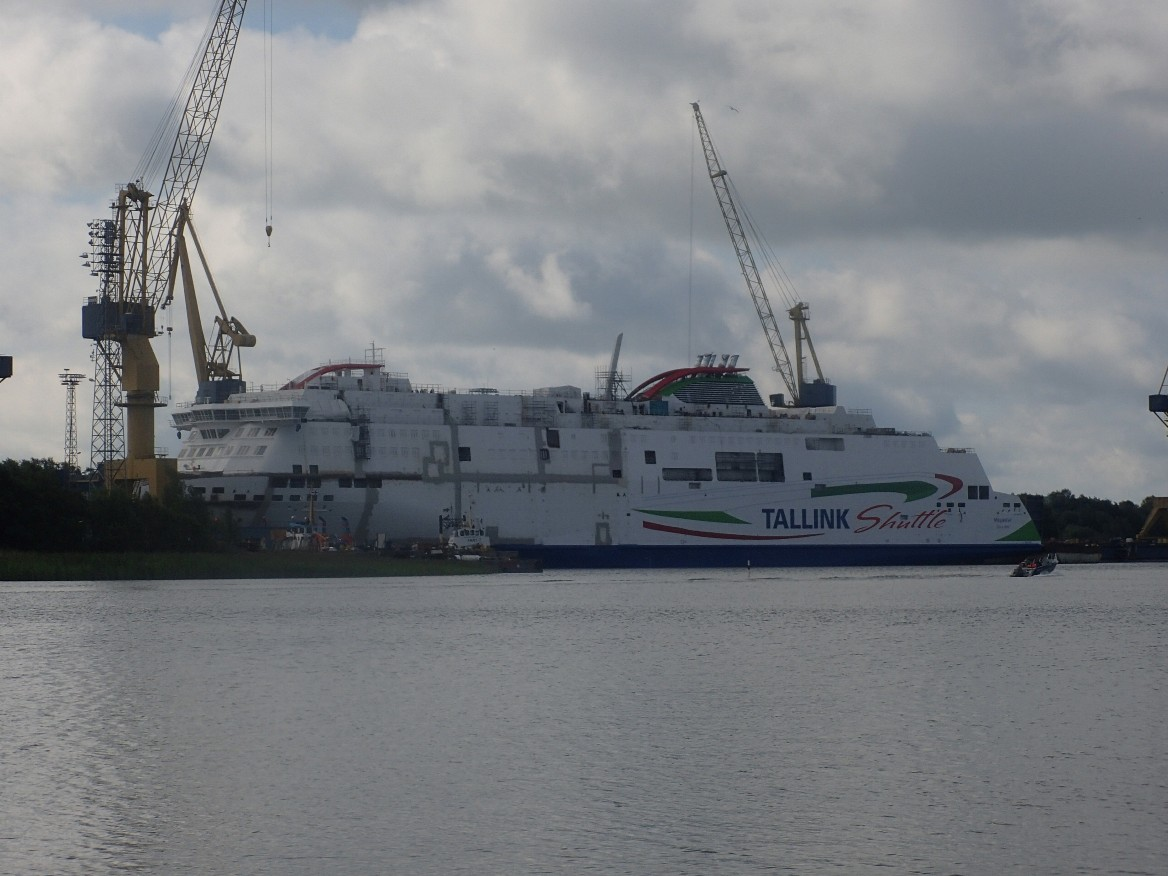
Le Megastar en construction à Turku.

Avec 212 mètres de long et un tonnage de plus de 49 000 tonneaux, le futur navire affiche des dimensions similaires à celles des cruise-ferries de Tallink. Spécialement conçu pour absorber efficacement le trafic actuel entre Tallinn et Helsinki, sa configuration en navire de jour est bien plus aboutie que ses prédécesseurs, tout particulièrement au niveau des installations, composées presque exclusivement de salons et seulement une vingtaine de cabines. Sa capacité d'emport est considérablement augmentée par rapport à celle de la précédente génération avec 2 800 passagers qui pourront profiter de deux ponts complets d'aménagements dont la qualité est revue à la hausse. On retrouve parmi eux les services habituels des ferries de la mer Baltique avec notamment l'importante surface dédiée aux galeries marchandes. Tout comme ses aînés, sa capacité de roulage est très importante avec 3 600 mètres linéaires de roll, soit l'équivalent de 800 véhicules ou 250 camions. Enfin, la principale innovation réside dans son appareil propulsif, prévu pour être en partie alimenté au gaz naturel liquéfié, réduisant considérablement l'impact environnemental du navire. Afin de définir le nom du navire, Tallink organisera un concours durant lequel ses clients seront amenés à déposer des idées. Parmi 21 550 propositions, la compagnie choisira de baptiser son navire Megastar.
Le navire est mis sur cale le 9 février 2016 et lancé le 15 juillet. À la suite des travaux de finitions, il réalise ses essais en mer le 19 décembre 2016 puis quitte le chantier le 3 janvier 2017 pour rejoindre Pori afin d'être approvisionné en GNL. Tallink réceptionne ensuite le navire le 24 janvier.

### Service
Peu après sa livraison, le Megastar prend la direction d'Helsinki afin d'effectuer des tests d'accostage avant de rejoindre Tallinn. Il réalise ensuite son voyage inaugural le 29 janvier 2017 entre Tallinn et Helsinki.

## Aménagements
Le Megastar possède 12 ponts. Si le navire s'étend en réalité sur 13 ponts, l'un d'entre eux est inexistant au niveau du garage pour permettre au navire de transporter du fret. Les locaux passagers se situent sur la totalité des ponts 8 et 9 ainsi que sur une partie du pont 10. Ceux de l'équipage occupent majoritairement les ponts 10 et 11. Les ponts 3, 5, 6 et 7 sont pour leur part consacrés aux garages.

### Locaux communs
Le Megastar est équipé d'un grand nombre d'installations destinées à la restauration et au divertissement. Situées en grande majorité sur les ponts 7, 8 et 9, elles comptent notamment quatre restaurants, deux bars, et des espaces commerciaux très développés.
Les installations du navire sont organisés de la manière suivantes :
- Sea Pub : pub situé sur le pont 9 à l'arrière du navire ;
- Victory Bar : Bar situé sur le pont 9 du côté tribord vers l'arrière ;
- Delight Buffet : restaurant buffet situé au pont 9 à l'avant du navire ;
- The Chef’s Kitchen : restaurant à l'ambiance intimiste situé sur le pont 9 ;
- Fast Lane : cafétéria ouverte 24 heures sur 24 située sur le pont 9 du côté tribord ;
- Burger King : restaurant utilisant la franchise Burger King situé sur le pont 9 ;
- Coffee & Co :  coffee shop situé au milieu sur le pont 8 utilisant la franchise Starbucks ;

En plus de ces installations, le Megastar dispose d'une vaste galerie marchande sur le pont 8 composée d'un supermarché sur deux étages (pont 8 et une partie du pont 7), d'une parfumerie, d'une boutique de liqueurs et d'une boutique de vêtements. Sur le pont 8 se trouvent également les salons destinés aux passagers, offrant un confort variable selon la catégorie. Il existe à bord du Megastar deux salons, les Comfort Lounge et Business Lounge, moyennant un coût supplémentaire et offrant des prestations exclusives.

### Cabines
Conçu pour de courtes traversées, le Megastar possède 22 cabines situées sur le pont 10 du côté bâbord. Toutes externes, elles sont équipées de deux à quatre couchettes ainsi que de sanitaires comprenant douche, WC et lavabo. 

## Caractéristiques
Le Megastar mesure 212 mètres de long pour 30,60 mètres de large et son tonnage est de 49 134 UMS. Le navire a une capacité 2 800 passagers et est pourvu d'un garage de 3 653 mètres linéaires pouvant accueillir 800 véhicules ou 250 remorques répartis sur quatre niveaux. Le garage est accessible par deux portes rampes situées à l'arrière et une porte rampe avant mais aussi une trappe donnant directement accès à son garage supérieur. La propulsion est assurée par trois moteurs diesels semi-rapides Wärtsilä 12V50DF et deux moteurs GNL Wärtsilä 6L50DF développant une puissance de 45 600 kW entraînant deux hélices à pas variable faisant filer le bâtiment à une vitesse de 27 nœuds. Les dispositifs de sécurité sont essentiellement constitués de deux canots semi-rigides et de plusieurs radeaux de sauvetage à coffre s'ouvrant automatiquement au contact de l'eau. Le navire est doté de deux propulseurs d'étrave facilitant les manœuvres d'accostage et d'appareillage, mais aussi deux propulseurs arrières ainsi que des stabilisateurs anti-roulis. Il est également équipé d'une coque brise-glace classée 1 A Super.

## Lignes desservies
Depuis sa mise en service, le Megastar effectue la liaison entre l'Estonie et la Finlande sur la ligne Tallinn - Helsinki en traversée de jour. Sa vitesse lui permet de réaliser jusqu'à quatre rotations quotidiennes.